# Ботанический сад Тутмоса III

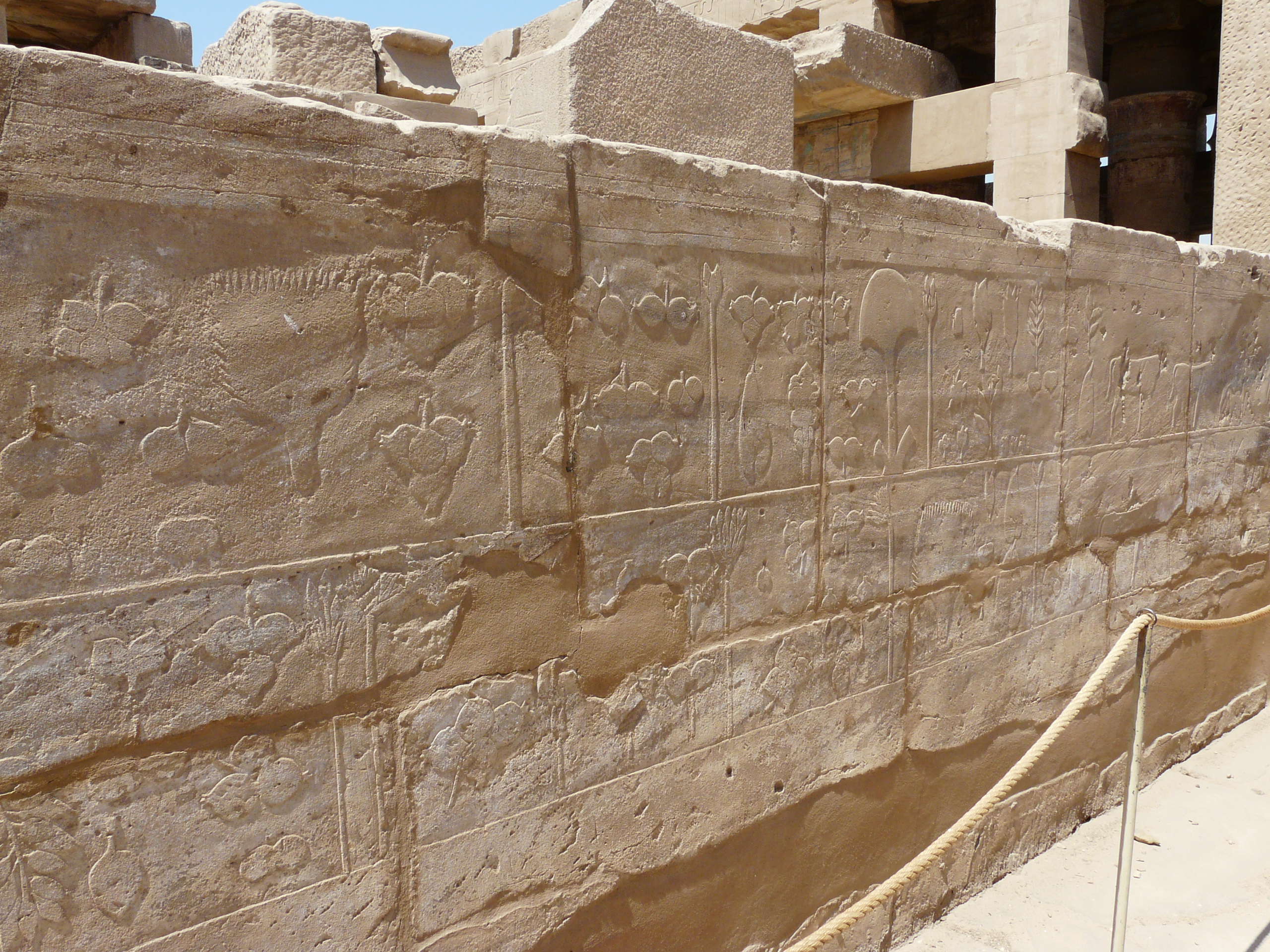
Фрагмент "Ботанического сада"

Ботанический сад Тутмоса III является художественно оформленной экспозицией флоры и фауны древнеегипетской  могущественной державы периода её расцвета, когда египетское Новое царство подчинило себе земли от Нубии на юге до Сирии на севере. Подробные рельефы расположены на стенах комнаты рядом с Фестивальным залом Тутмоса III, в Храме Амона-Ра, в Карнаке. В задней части  храма по приказу фараона XVIII династии Тутмоса III был построен Фестивальный зал, также известный как Ах-мену. Позже на его стенах царские художники выгравировали самые красивые пасторальные виды Египта.
Это сооружение уникально по сравнению с другими архитектурными сооружениями, построенными в это время. Этот комплекс состоял из трех помещений, включая два вестибюля, которые ведут в самое большое святилище комплекса. Это большое святилище на самом деле считается Ботаническим садом. В вестибюль, непосредственно ведущий в Ботанический сад, можно попасть только через одну кальцитовую дверь, которая находится высоко над землей, и попасть в нее можно только по лестнице, которая ведет к ней. Однако считалось, что на этой лестнице находится дарохранительница, поэтому к этой двери обычно не было доступа. Эта прихожая также примечательна необычайно широкой, которая ведет в помещение, где для поддержания потолка требуются четыре колонны. Между двумя внешними колоннами были установлены скульптуры сфинксов, обращенные на север, к святилищу, что также было необычно. На стенах было много замысловатой резьбы и рисунков, которые сходятся к большой двери, ведущей в Ботанический сад. Многие из этих изображений изображали сцены царя и Богов, совершающих различные ритуалы или празднования. В самом святилище было восемь вырезанных в стене уголков, где стояли божественные статуи. Одной из них была гранитная статуя Тутмоса III. На стенах святилища были красивые и детализированные резные изображения различных растений и животных. Тутмос III расширил границы Египта на севере и юге, собрал значительную коллекцию редких видов животных и пышных растений. Эти животные и ботанические коллекции выгравированы на стенах святилища. Благодаря царским художникам фараон может похвастаться красотой пейзажа.
Один из величайших фараонов-завоевателей, расширивший границы Египта на севере и юге, Тутмос III собрал большую коллекцию редких видов животных и растений. При помощи труда придворных художников, фараон хотел продемонстрировать живописную красоту, пышную флору и богатую фауну, которую он обнаружил во время своих войн против азиатских стран.